# Never Again
"Never Again" je pjesma američke pjevačice Kelly Clarkson. Pjesma je 10. srpnja 2007. godine objavljena kao prvi singl u SAD-u s njenog albuma My December u izadanju RCA Recordsa. Pjesmu su napisali Kelly Clarkson i Jimmy Messer dok je producent David Kahne.

## Uspjeh pjesme
Pjesma "Never Again" je 26. travnja 2007. godine zbog velikog radijskog emitiranja debitirala na prvoj poziciji ljestvice Bubbling Under Hot 100 Singles. Sljedećeg tjedna pjesma se plasirala na četvrtoj poziciji Billboardove ljestvice Hot Digital Songs s prodanih 100 000 kopija zbog toga pjesme se plasirala na osmoj poziciji ljestvice Billboard Hot 100. Sljedećeg tjedna pjesma je pala na 17. poziciji, ali pjesma se plasirala na devetoj poziciji nakon što ju je izvela na završnoj emisiji šeste sezone American Idola. Visoki plasmani su bili izključivo zbog velikog broja digitalnih preuzimanja. Na ljestvici Hot 100 Airplay plasirala se tek na 47. poziciji, što je loše u usporedni s prijašnjim singlova koji su se većinom plasirali unutar najboljih deset. Pjesma je dobila zlatnu certifikaciju od Recording Industry Association of Americae (RIAA) s prodanih 500 000 primjeraka u SAD-u. Do veljače 2010. godine pjesma je prodana u 1 078 000 primjeraka u SAD-u.
Na britanskoj ljestvici singlova UK Singles Chart pjesma je debitirala na 9. poziciji što je ujedno bila i najviša. Pjesma se držala osam tjedana na ljetvici. U Njemačoj je debitirala na 19. poziciji i pjesma se držala devet tjedana na ljestvici.
Na australskoj ljestvici singlova ARIA Singles Top 50 pjesma je debitirala na petoj poziciji, što joj je do tada bila najveća debitirajuća pozicija koju je postigla. Pjesma je također bila hit na radijskoj ljestvici gdje je postigla drugu poziciju. Na glavnoj ljestvici se držala 22 tjedana dok se na radijskog držala 50 tjedana. 

## Popis pjesama
| Digitalno preuzimanje 1. "Never Again" - 3:37 CD singl 1. "Never Again" - 3:37 2. "Never Again" (Dave Audé Radio Remix) - 4:11 Maksi CD singl 1. "Never Again" - 3:37 2. "Never Again" (Dave Audé Radio Remix) - 4:11 3. "Sober" - 4:50 | Digitalni EP 1. "Never Again" (Dave Audé Club Mix) - 7:55 2. "Never Again" (Jason Nevins Club Mix) - 7:42 3. "Never Again" (Dave Audé Mixshow) - 6:10 4. "Never Again" (Jason Nevins Club Mixshow) - 6:12 5. "Never Again" (Dave Audé Radio Mix) - 4:11 6. "Never Again" (Jason Nevins Radio Mixshow) - 6:42 7. "Never Again" (Jason Nevins Club Radio Mix) - 3:56 8. "Never Again" (Jason Nevins Radio Mix) - 3:53 9. "Never Again" (Jason Nevins Padappella) - 2:55 |

## Ljestvice
| Ljestvice(2007.)                      | Najviša pozicija |
| ------------------------------------- | ---------------- |
| Australija                            | 5                |
| Austrija                              | 36               |
| Češka                                 | 66               |
| Europa                                | 23               |
| Irska                                 | 11               |
| Novi Zeland                           | 20               |
| Kanada                                | 8                |
| Njemačka                              | 19               |
| SAD Billboard Hot 100                 | 8                |
| SAD Billboard Pop 100                 | 5                |
| SAD Billboard Hot Adult Top 40 Tracks | 12               |
| UK Singles Chart                      | 9                |

## Povijest objavljivanja
| Država                 | Datum             | Izdavač     | Format                          |
| ---------------------- | ----------------- | ----------- | ------------------------------- |
| SAD                    | 23. travnja 2007. | RCA Records | CD singl, digitalno preuzimanje |
| Kanada                 | 7. svibnja 2007.  | RCA Records | CD singl, digitalno preuzimanje |
| Australija             | 26. svibnja 2007. | RCA Records | CD singl, digitalno preuzimanje |
| Njemačka               | 1. lipnja 2007.   | RCA Records | CD singl, digitalno preuzimanje |
| Švedska                | 6. lipnja 2007.   | RCA Records | CD singl, digitalno preuzimanje |
| Ujedinjeno Kraljevstvo | 11. lipnja 2007.  | RCA Records | CD singl, digitalno preuzimanje |